# Omaloderus
Omaloderus (лат. ) — род ос-бетилид из надсемейства Chrysidoidea (Bethylidae, Hymenoptera). 

## Распространение
Неотропика.

## Описание
Среднего размера осы-бетилиды. Отличаются узким сплющенным телом, гладким и чёрным. Самки и самцы крылатые. Мезонотум короткий в 2 раза шире своей длины. В переднем крыле две замкнутые ячейки: медиальная и субмедиальная. Паразитоиды гусениц бабочек Pyralidae, Noctuidae, Oecophoridae. Род был впервые выделен в 1843 году, а его валидный статус подтверждён в ходе ревизии, проведённой в 2018 году бразильскими энтомологами Magno S. Ramos и Celso O. Azevedo.